# Poiana (gmina Bistra)
Poiana – wieś w Rumunii, w okręgu Alba, w gminie Bistra. W 2011 roku liczyła 63 mieszkańców.